# Château d'Ollainville
 (avril 2021).
Si vous disposez d'ouvrages ou d'articles de référence ou si vous connaissez des sites web de qualité traitant du thème abordé ici, merci de compléter l'article en donnant les références utiles à sa vérifiabilité et en les liant à la section « Notes et références ».
Le château d'Ollainville, ou anciennement Olinville, dit aussi le château de Brière, est un château détruit situé anciennement en région parisienne, dans le département de l'Essonne, sur l'actuelle commune d'Ollainville. Il reste de rares vestiges du domaine.

## Histoire
La commune d’Ollainville n’a été créée qu’en 1792. Elle était autrefois un hameau de la paroisse de Bruyères-le-Châtel à laquelle elle était rattachée pour le spirituel. 
Après avoir appartenu à Jehan de Baillon, seigneur de Janvry et trésorier de l'Épargne, puis à son fils aîné «  noble homme Guillaume de Baillon, seigneur de Dolinville, conseiller du Roi et maistre ordinaire de ses comptes  », la seigneurie passa, le 9 mai 1570, pour un court moment, dans les mains de son beau-frère René Crespin, seigneur du Gast, moyennant une somme de 1.250 livres.

### Benoist Milon, seigneur d'Ollainville (1571)
Le seigneur du Gast ne garda pas Ollainville qui semble n'avoir été pour lui qu'une affaire de plus-value. Un échange de la seigneurie est réalisé un mois après sa transaction avec Guillaume devant son notaire parisien, entre René Crespin, seigneur du Gast et Benoist Milon. L'acte donne une description très détaillée : 
« René Crespin, seigneur du Gast, ...., maître des requestes ordinaires de son hostel et second assesseur au Parlement de Bretaigne d'une part, et noble homme Benoist Millon, ..., trésorier ordinaire des guerres, demeurant à Paris, lesquellles parties pour leur plus grand profit font les eschanges : ledit Du Gast délaisse audit Myllon, la terre et seigneurie Dolainville, appartenances et dépendances, audit Dugast appartenant par eschange avec Guillaume de Baillon, maistre ordinaire en sa chambre, duquel ladite terre et seigneurie appartenoit par la succession de feu Jehan de Baillon, son père, seigneur de Dolainville, ladite seigneurie à lui délaissée par noble demoiselle Marie de Hacqueville, dame de Janvris, tutrice des enfans myneurs, ..., consistant: 
- chasteau clos de fossés à fond de cuve, pressoir, estable, granche, bergerye, avec un parc clos à murs planté d'arbres fruitiers, chesnes, ormes.. 
- deux petites maisons près ledit pressoir, 
- une masure, cour et jardin nouvellement acquis par le seigneur de Baillon, 
- item 60 livres tournois de menus cens, quelques volailles, poules et chappons, 
- item droits de haute, moyenne et basse justice, greffe, tabellionnage, prévosté, deffaulx, amendes ..., 
- item 45 arpens de terres en une pièce, autres 15 arpens, 
- item un moulin appelé le moulin Morant assis aux faubourgs de Chastres, chargé envers les abbesses de (blanc), de six muids de blé mousture de rente, 
- item ung moulin appelé le moulin de Tourvoye assis au dessous dudit Dolainville, à la réservation de ce que prend le baron Daubray audit moulin,
- item 5 arpens de vignes en plusieurs pièces, 
- item 5 arpens de pré en la prairie de Dolainville, 
- item droit de rivière en toute la seigneurie, 
- item12 arpens de boys, ..., droits de chasse, ...le tout tenu en fief du roy à cause de son chastelet, 
- une ferme et mestairie appelée la ferme de Buison se consistant en masure contenant trois espasses, estable à chevaulx, couverte de chaulme, 

En contre eschange le messire Millon délaisse, 1.500 livres de rente, dont une partie provient des besoins de liquidités que Marie de Hacqueville éprouvait au décès de son mari." 
Relevons que la ferme de Buison ajoutée par René Crespin, fera l'objet d'une chronique d'un lieu très ancien. Le nouveau propriétaire d'Ollainville est un seigneur de fraîche date, anobli par sa charge de trésorier ordinaire des guerres. Benoît Milon fut successivement intendant des finances d'Henri III, puis intendant de la Ligue et intendant de l'Ordre du Saint-Esprit créé par le roi en 1578. Il était seigneur de Wideville par achat en 1594, Launay-Faucille, Boisgasse, Sautour, Maurepas, Bougival et autres lieux. Il avait épousé Madeleine de Crèvecœur de Boulenc, dame de Davron.
Le mois suivant, noble homme et saige , René Crespin, seigneur du Gast, conseiller du roy maistre des requestes ordinaires de son hostel, et noble homme Guillaume de Baillon, aussi conseiller du roy et en sa chambre des Comptes, pour lui en son nom, confessent avoir fait entre eux les eschanges: c'est à savoir que ledit Baillon délaisse à titre d'eschange, 1.250 livres de rente venant de son père à luy transporté par eschange audit Dugast en eschange de la terre et seigneurie de Dolainville avec le détail des rentes... Il est fait mention de l'échange de juin avec Millon, bref ils font le point après la vente d'Ollainville.
Le 5 mars 1571, l'hommage de la terre et seigneurie d'Ollainville est rendu par maître Benoît Milon, seigneur d'Ollainville, propriétaire par échange fait avec René Crépin, sieur du Gast, conseiller maître des requêtes ordinaire de l'hôtel. Le mois suivant, noble dame Marie de Hacqueville, demeurant à Paris, vend à Benoist Millon, seigneur Dollainville, trésorier ordinaire des guerres, aussi demeurant à Paris, un quartier et demi de pré en la prairie d'Eglis, tenant à l'Orge, et trois quartiers de pré en la prairie dudit Dollainville, la vente faite moyennant 300 livres tournois.
Un bail à ferme de la terre d'Ollinville et la Roche est passé le 20 août 1571 par le seigneur Benoît Milon. Puis, le 12 juin 1573, noble homme Benoist Milon, seigneur Dolainville et consort, passe un acte au sujet de la ferme de son camp et armes de La Rochelle pour 230 chevaulx tant bastz que charoy jusqu'à la somme de 13.954 livres également 20 charrettes et 128 paniers pour mettre le pain. Le 19 décembre de la même année, une quittance est délivrée par Jacques de la Rochette , escuyer, sieur de la Roche Ollainville demeurant à Bruyères, lequel consent que Loys Desportes soit son advocat.
Une sentence rendue au Châtelet le 21 avril 1574 mentionne un extrait de la Chambre des Comptes, par laquelle un aveu est fourni de la terre d'Ollinville par Benoît Milon des 25 septembre et 6 octobre 1573.
La cinquième guerre de religion prend fin le 22 avril 1576 par la paix signée au Louvre. Quelques mois plus tard, la réconciliation entre Henri III et son frère, le duc d'Alençon, est organisée au château d'Ollainville. L'édit de Beaulieu du 6 mai 1576 accorde une plus grande liberté de culte aux protestants. Le 20 septembre 1576, Benoist Millon, sieur de Wideville, seigneur d'Ollainville et de Bizon, intendant des finances, vend la terre et seigneurie d'Ollainville au roi Henri III.

### Le château de plaisance du roi Henri III (1576)
Le roi Henri III ayant acheté cette terre en 1576 de Benoît Milon président des comptes, y vint résider assez souvent. Il reste des lettres patentes qu’il y donna en l’an 1578 aux mois de juillet et de novembre et dans l’année 1580 au mois de décembre. On voit dans les registres du Parlement au 5 décembre 1596 mention du don fait par le roi de la terre d’Olinville à sa sœur la duchesse d’Angoulême légitimée de France.

La vente de la terre et seigneurie d'Ollainville au profit du roi Henri III est réalisée devant deux notaires parisiens en 1576. L'acte est ainsi libellé  : 
«  noble homme Benoist Millon, seigneur d'Ollinville, conseiller du roy, et intendant de ses finances confesse avoir délaissé au seigneur Roy, à cause de Messire Philippe Hurault, conseiller de sa majesté en son premier conseil, achepteur et acquéreur pour sa Majesté, la terre et seigneurie dudit Dolinville appartenances et deppandances, assis près Bruyères le Chastel  ». 
Le notaire précise que les biens proviennent «  d'un transport par eschange fait avec noble homme Pierre Crespin, seigneur du Gast, en 1570, cette terre provenant de l'eschange fait avec Guillaume de Baillon qui lui même l'avait obtenu de la succession de Jehan de Baillon son père en son vivant escuier seigneur dudit Dolinville  ». L'inventaire mentionne la consistance des biens :
"- en la terre et seigneurie Dolinville,
- en chasteau clos de fossés à fonds de cuve et eau dedans lesdits fossés,
- deux ponts levys , grand manoir et coulombier en une des tours, salles, chambres, gallery, caves et celliers…
- une basse cour hors le chasteau où il y a manoir pour le fermier, cour, grange, estables, bergerie, pressoirs banaux a vin et cidre,
- lesdites gallery et basse cour tout basti à neuf avec un parc clos de à murs, planté d'arbres fruitiers, chesnes, ormes contenant environ trente arpents,
- cinquante livres de menus cens, item quelques volailles, poulles et chappons,
- aussy tout droit de justice moyenne et basse, droit de greffe, tabellionnage, deffaux, amendes,
- soixante arpents de terre labourables,
- item ung moulin appelé le moulin Morent assis aux faubourgs de Chastres, chargé ledit moulin de six septiers de bled de rente envers les religieuses du Val de Grâce,
- un autre moulin appelé moulin de Tourvoy assis au dessoulz dudit Dolinville,
- droit de rivière,
- droit de chasse,
- une ferme et mestairie consistant en maison manable, estangs, estables à chevaux, bergerie, cour, grange le tout clos de murailles, jardin clos de haies avec 63 arpents de terres,
- item une maison, cour, grange, estable, bergerie avec quelques arpents dans la prairie,

- item autre maison, granche, estables, bergerie, cour, jardin devant le chasteau dudit Dolinville."
Cette vente est faite moyennant cinquante mille livres tournois. Les notaires se sont transportés ensuite au chasteau du Louvre et présentés devant sa majesté représentée par Philippe Hurault qui a accepté le contrat de vente et l'a ratifié. On voit qu'en quelques années les biens sont passés de 30 à 50.000 livres représentant les travaux de construction du château.
Ainsi le roi veut faire une résidence de campagne du château d'Ollainville. Il semble qu'il y vienne assez souvent. D'ailleurs n'est-il pas en voisinage avec ses favoris, les Balsac d'Entragues, seigneurs de Marcoussis ? Plusieurs édits et lettres royaux sont signés à Ollainville. 
Voilà ce qu'écrit le grand audiencier de la chancellerie Pierre de l'Estoile dans ses Mémoires : «  En ce temps là [fin juillet 1576], le Roy acheta de Benoist Milon la terre d'Olinville près Chastres sous Montlehery, soixante mil livres ; puis la donna à sa femme, et y mit pour cent mil frans de nouveaux meubles. Ledit Milon l'avoit achetée trente mil ; et pour ce que ledit Milon, champignon de fortune, étoit venu en peu de tems, de fils d'un serrurier de Blois, à de grands emplois et biens, pour avoir, au lieu des huys et serrures que crochetoit son père, crocheté dextrement les coffres du Roy…  ».
Le mémorialiste continue : «  Le 7 novembre 1576, M . le duc d'Alençon [frère du roi] vint en poste à Olinville, où étoit le Roy ; et se firent de grandes caresses  ». En fait de "caresses", jamais accueil ne fut plus froid que celui que Henri III lui fit à ce voyage d'Ollainville. Les deux frères se haïssaient. Puis, le dimanche 11 novembre « s'en retourna avec la reine de Navarre, sa sœur bien-aimée, trouver le roy à Olinville, dont ils partirent ensemble le mardy…  ». Puis le vendredy 23 janvier 1579 «  le Roy alla à Olinville se baigner et purger ; puis alla faire la fête de Chandeleur en l'église de Chartres…  ». 
En novembre 1578, Henri III, étant en son château d'Ollainville permet par lettre à Philippe Cabriani son médecin, de résider en France et d'y acquérir des biens.
Nous arrivons en 1588-1589, période qui produit de nombreux bouleversements en France. Les états généraux convoqués par Henri III eurent lieu à Blois et furent marqués par la volonté des ligueurs d'obtenir le contrôle effectif sur le conseil du roi. Le coup de force d'Henri de Guise échoue et les états se terminent par les assassinats du duc de Guise, puis, peu après, de son frère le cardinal Louis II de Lorraine. Les lettres de provision des princes catholiques unis ensemble avec les trois états de la France «  pour la conservation de la religion catholique et de l'estat pour la capitainerie du château de Montlhéry  » sont données le 21 février 1589 au profit de Jacques de la Rochette , escuyer, seigneur d'Ollainville.
Le bras-de-fer entre le roi et les Ligueurs continue au cours du printemps 1589. Toutes les provinces sous l'autorité de la Ligue se soulèvent contre le «  tyran  Henri III » qui s'allie à Henri de Navarre. C'est alors qu'Henri III est assassiné le 2 août 1589 par le moine Jacques Clément, un ligueur dominicain. Henri de Navarre, héritier légitime monte sur le trône. Ainsi Ollainville faisant partie du domaine royal est mis à la disposition d'Henri IV qui peut en disposer «  selon son bon plaisir  ».

### Catherine de Bourbon, soeur d'Henri IV (1595-1600)
En décembre 1595, par le brevet daté de Follembray, sa majesté le roi Henri IV donne la terre et seigneurie d'Ollainville à sa sœur unique Catherine de Bourbon. Cette princesse était pareillement à sa mère Jeanne d'Albret une huguenote insoumise, et de plus une des ferventes féministes de son temps. Catherine avait une vive passion pour son cousin Charles de Bourbon-Soissons, mais son frère Henri IV, après une volte-face dont il avait goût, s'opposait maintenant à ce mariage. Pour raisons de politique, le traité de Saint-Germain-en-Laye, signé entre le ligueur, Charles III de Lorraine, et Henri IV, destinait la sœur du roi à être mariée à Henri, le fils aîné de Charles. Les accords de mariage furent signés le 13 juillet 1598. C'est, sans doute pour « bien doter  » sa sœur qu'Henri IV lui avait fait de nombreux présents dont la terre d'Ollainville.
Mais l'affaire ne s'arrêta pas là, car marier une calviniste convaincue à un ancien membre de la Sainte Ligue était une aventure d'autant plus périlleuse que la fiancée intransigeante s'opposait à tout compromis. «  Peut-être y a-t-il de grands avantages, mais je n'y trouve pas mon compte  » disait-elle. Elle refusa de se convertir. Il fallait donc une dispense du pape pour que le mariage soit possible entre des personnes de religions différentes. Et, cerise sur le gâteau, le pape Clément VIII se déclara opposé au mariage le 29 décembre 1598. Mécontent, Henri IV décida de brusquer les choses et intimida Philippe du Bec,l'archevêque de Reims, afin qu'il accorde une autorisation de mariage. Les noces furent célébrées le 31 janvier 1599 au château de Saint-Germain-en-Laye.
Un brevet du don de la terre d'Olainville fait par le roy Henry IV à Madame la duchesse de Bar du mois de décembre 1595 est registré à la Chambre des Comptes l'année suivante. Le château d'Ollainville ne reste pas longtemps dans les mains de Catherine qui, étant fâchée avec son frère, séjourne à Nancy. Finalement la duchesse de Bar se sépare d'Ollainville en l'an 1600.

### François de la Grange (1600)
En 1600, devant deux notaires parisiens, la marquise d'Uxelles acquiert Ollainville et ses dépendances. Cette dame représente « Messire François de La Grange , seigneur de Montigny, qui avait acquis la dite terre du fondé de procuration de très haute et très puissante princesse Madame Catherine, sœur unique du roy de France Henry quatre, princesse de Navarre, duchesse de Bar  ». Le fondé de pouvoir en question est Messire Octavien Douy, sieur d'Attichy, «  conseiller du roy en ses conseils d'estat et prince intendant général de la maison et des finances de très haulte et puissante et vertueuse princesse Madame Catherine, sœur unique du roy, princesse de Navarre, duchesse de Bar et d'Albret, comtesse d'Armaignac et de Roddon, vicomtesse de Limoges et de Fezansaguet, femme et espouse de très hault et très puissant prince Monseigneur Henry de Lorraine, duc du duché de Bar, marquis de Pont-à-Mousson  ». L'homme d'affaires de la duchesse confesse avoir vendu «  ce qui a esté acquit par le deffunt roi, la terre cy après déclarée du feu sieur Benoist Millon, à François de La Grange , seigneur de Montigny, chevalier des ordres du roy, cappitaine de 50 hommes d'armes de son ordonnance, maistre de camp de la cavalerie, la maison terre et seignerye Dollainville consistant en maison ou château seigneurial, court, basse-court, fossez allentours, jardins, boys, vignes, parc, prez, terres labourables, en tel estat quilz sont à présent, …, appartenant à madite dame au moyen du don à elle faict par le roy par lettres patentes  ».
Vient ensuite la formule d'usage « … ledit sieur de Montigny disant bien savoir congnoistre mouvant du roy …  » moyennant la somme de 10.000 escus d'or sol. Cette somme est utilisée apparemment pour régler des créanciers de «  la défunte reyne mère d'un hotel à Paris rue des Deux-Escus, paroisse Saint-Eustache  ». Il s'agirait donc d'une vieille créance de la reine de Navarre Jeanne d'Albret que sa fille est amenée à honorer. Suit la procuration donnée par Catherine à Octavien Douy, sieur d'Attichy, pour vendre la seigneurie d'Ollainville, avec paiement des créanciers de l'hôtel rue des Deux-Escus, «  adjugé à la feu reyne mère, au moyen du règlement d'Ollainville  ». La vente est ratifiée à Bar le 21 juillet 1600 par la duchesse de Bar et par Monseigneur le duc de Bar , le 18 décembre devant un notaire de Nancy. Un procès-verbal de visite est établi le 16 août 1600 montre que l'inventaire de la maison seigneuriale d'Olinville dura cinq jours. Le 12 août, une quittance de 10.000 escus d'or est délivrée à messire du Tillet pour le paiement effectué par le sieur de La Grange.
L'hommage de la terre et seigneurie d'Ollainville est rendu le 8 mai 1601 aux mains du chancelier par messire François de la Grange , seigneur de Montigny et de Dollainville, chevalier des ordres, capitaine de 50 hommes d'armes des ordonnances, maître de camp des ordonnances, lieutenant général du roi en la vicomté de Paris acquéreur de ladite terre. Le 16 juin 1609, un traité est signé entre Messire de Montigny, seigneur Dolinville et Jean Lambert, fondé de procuration de Claude Daubray, seigneur de Bruière, devant Vacher notaire à Chastres. Au cours du mois suivant, damoiselle Claude Landais, femme de feu Jaques de la Rochette , vivant escuier, seigneur de la Roche Dolainville , et auparavant de feu Prejean Tivis, confesse avoir reçu 1.200 livres de principal de Pierre Saulnier. Une transaction entre le seigneur Dolinville et Marie Daubray et consort sur les limites de la terre est passée le 16 juillet devant les notaires Tronson et Desmarquest.

### Michel de Marillac
En 1684, Michel de Marillac, conseiller d'État, en était possesseur. Le château était carré et environné de fossés plein d’eau avec une tour ronde à chaque coin. Il était embelli de terrasses, balustrades, et de jardins réguliers. 

### Au XVIIIe siècle

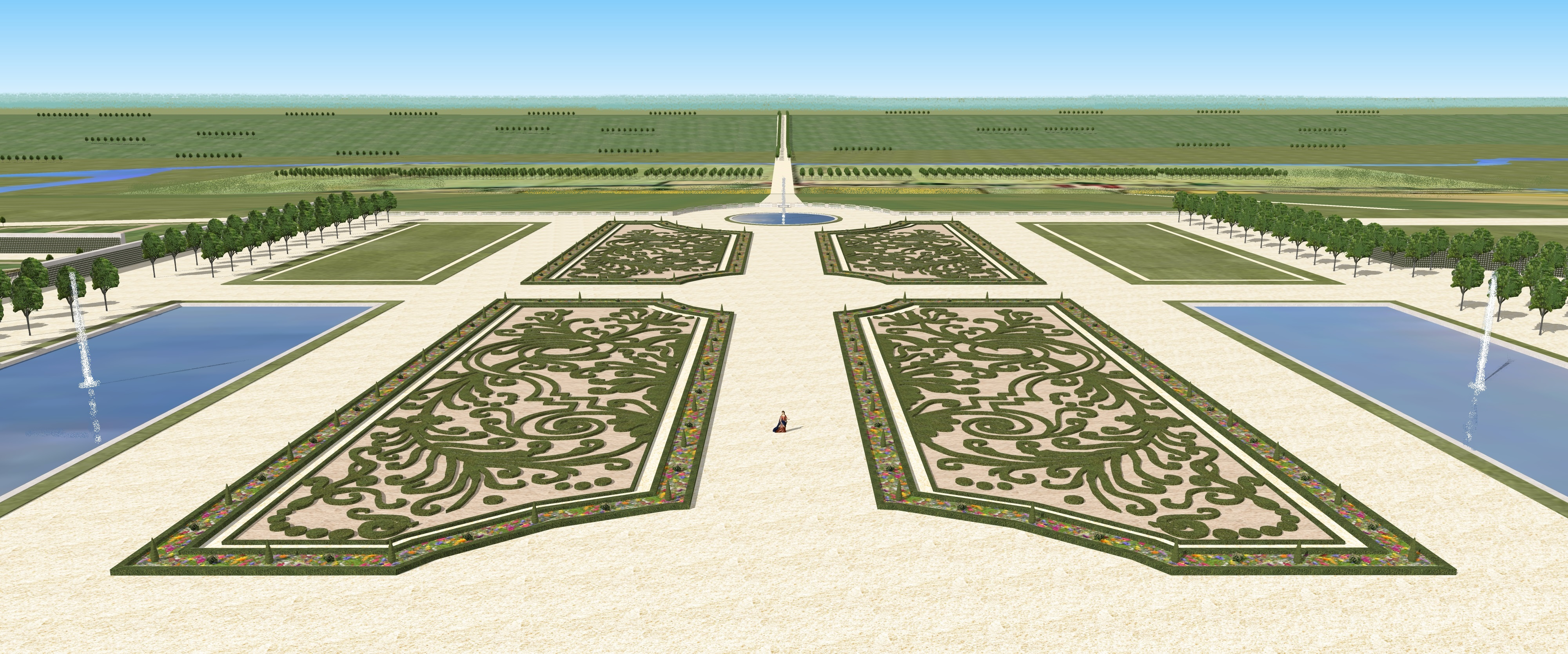
Restitution de la vue sur le grand parterre du château d'Ollainville, XVIIIe siècle.

En 1735, M. Charles du Monceau de Nolan vendit cette terre avec celle d’Egly et La Roche à Mme la Duchesse de Lauzun. Cette dame n’en jouit que ceinq ans ; puis Olinville appartint à M. BOUCAUD, receveur de la ville de Paris. Le sieur de Rocheford dit dans ses mémoires que ce fut en ce lieu qu’il vint au monde.  L'abbé de Marolles parle très avantageusement de ce lieu sous le nom de château de Brière, disant que M. le duc de Retelois y vint passer un ou deux mois en 1621.
En 1789, le château d’Ollainville appartenait à M. le Maréchal duc de Castries, qui l'avait fait agrandir en 1782. Certains tombeaux de sa famille existent encore du côté de l’église de la Norville. Celui-ci ayant émigré à la Révolution, le château et ses dépendances furent confisqués au profit de la Nation.

### La destruction au XIXe siècle
Le château avait échappé de peu à la destruction totale en 1790. 
II existe à la mairie, à la date du 4 prairial an Il un procès-verbal pour la suppression au château d'Ollainville des armoiries sculptées sur les murs et un autre daté du 18 floréal, portant engagement, par le citoyen François Noël, tailleur de pierres à Arpajon, de supprimer ces armoiries moyennant 240 livres. Le château devait être à cette époque en mauvais état, car on trouve plusieurs déclarations de chute de balustrades et de murs. 
La gazette universelle (1790 n°1354) relate cet épisode de la Révolution à Ollainville :
"Olinville ou Ollainville - hameau très agréable de Bruyères-le-Chatel à la 5ème poste de Paris, proche d'Arpajon, avec un ancien château au milieu de bons fossés remplis d'eau. II appartient à M. de Castries, et a été près d'être saccagé en novembre 1790. 25 à 30 personnes s'y rendirent pour le dévaster. La Garde Nationale de Bourg-la-Reine est parvenue à les calmer, et à leur faire rebrousser chemin. Elle leur a représenté que les municipalités voisines étant prévenues, elles ne souffriraient point qu'on insultât Olinville, que d'ailleurs le château seroit défendu par les gendarmes, auxquels M. de Castries a donné retraite et qui l'habitent. Cette dernière considération parut d'un si grand poids à cette troupe, qu'elle se dispersa sur le champ, pour rentrer dans Paris par des barrières différentes".
Le château fut ensuite vendu le 7 frimaire an VI à M. Perdonnet, agent de change à Paris, qui le conservera jusqu'en 1825, époque à laquelle il fut vendu à M. le comte de Saint-Maur. En 1829, le propriétaire était M. le comte de Lucay. 
Le château fût démoli en 1831, et le parc fut vendu par parcelles à la même époque.

## De nos jours
Une monographie de M. Petit, instituteur du village, datée de 1899 relate : 
"il ne reste plus aujourd'hui de ce château que quelques fondations. L'emplacement en est comblé et mis en culture. On voit encore l'Orangerie qui est actuellement convertie en ferme, et les pavillons des gardes et concierges qui ont été restaurés et convertis en maison bourgeoises".
Ne subsistent aujourd'hui qu'une partie des soubassements du château, visible aux Terrasses du château (allée de la rocade) ... et certains lieux dits inscrits au cadastre communal : le parc, le dessus du château, la place dite de l'Orangerie a été réalisée, après qu'on eut abattu l'orangerie du château en 1977.
Sur la place verte on trouve des grottes dégagées par la commune. Autrefois appelées "le rocher" il s'agit de grottes dites "à l'italienne" édifiées avec des pierres rapportées dit-on d'Italie (région du lac de Côme) au XVlle siècle, dans le parc du château d'Ollainville. Un lavoir était édifié au début du siècle à proximité de ces grottes.